# Glycérophosphate de calcium
Le glycérophosphate de calcium est un composé organophosphoré de formule Ca[(CH2OH)2CHPO4]. 
Il est utilisé comme complément minéral (source de phosphore) et comme épaississant, gélifiant, et stabilisant dans certains produits alimentaires sous le numéro E383. Il est aussi présent dans les produits d'hygiène dentaire tels que les dentifrices pour son effet anti-caries. 